# Verdejante
Verdejante is een gemeente in de Braziliaanse deelstaat Pernambuco. De gemeente telt 10.098 inwoners (schatting 2009).